# Ахмед аль-Джаззар
Ахмед-паша аль-Джаззар (араб. أحمد باشا الجزار; бл. 1721 — 23 квітня 1804) — державний та військовий діяч Османської імперії. Напівнезалежний паша Сідону, Південної Палестини і Лівану.

## Життєпис

### Молоді роки
Походив з сербської християнської родини. Народився у 1720 або 1721 році в місті Столаць (Боснійський еялет). Втік з рідного міста до Стамбула у віці 16 або 17 років, за різними відомостями, зґвалтувавши невістку або тяжко поранивши жінку, яка йому відмовила у коханні. В столиці імперії наймався на торгівельне судно. Деякий час ходив уздовж Анатолії. Потрапивши до Єгипту, продався турецькому работоргівцю.
Близько 1755 року прийняв іслам, в цей час знову мешкав в Стамбулі. 1756 року опинився серед слуг Гекімоглу Алі-паші, в якого працював перукарем. Того було призначено бейлербеєм Єгипту.

### На службі Алі-паші
У 1758 році з невідомих причин опинився серед слуг аміра аль-хаджа Саліх-бея, голови клану (бейту) мамлюків аль-Касимійя. Того ж року супроводжував свого пана з караваном до Мекки. По поверненню перейшов на службу до мамлюка Абдаллах-бея, табі (наближеного) шейха аль-балади Алі-бея, голови клану аль-Каздаглія.
Увійшов до клану аль-Каздаглія, був призначений кашифом (головою) округу аль-Бухейра. Згодом отримав титул бея. 1766 року після вбивства бедуїнами Абдаллах-бея, виступив проти них, знищивши багатьох з 70 бедуїнських кланів. За це отримав прізвисько Джаззар (Різник).
1768 року брав участь у перемозі над Саліх-беєм аль-Касимійя. Але відмовився вбити свого колишнього пана. Це викликало підозри з боку Алі-бея. Зрештою Ахмед аль-Джаззар зумів втекти до Стамбулу.

### Діяльність в Лівані і Сирії
Про його діяльність до 1770 року є уривчасті відомості: за одними він був в Алеппо чи Анатолії, за іншими — спробував повернутися до Єгипту, піднявши повстання серед бедуїнів. Але 1770 року опинився в Лівані, де віддався під покровительство Юсуф Шихабу, еміру гірського Лівану. Згодом зумів переодягненим прибути до свого будинку в Каїрі, де зібрав цінності, повернувшись до Лівану.
У 1772 році брав участь у війні проти Захіра аль-Умара, володаря Галілеї і прибережних міст Палестини. Відзначився в боях за Бейрут, мухафазом (головою залоги) якого Джаззара було призначено. Невдовзі він став тут самостійним правителем, підкорившись Осман-паше, наміснику Дамаску і Алеппо. Спроби Юсуф Шихаба відвоювати Бейрут виявилися невдалими. В подальшому аль-Джаззар зумів відбити ще декілька спроб захопити Бейрут.
У 1773 році війська Захіра аль-Умара і Юсуфа Шихаба за підтримки російського флоту взяли в облогу Бейрут. Після декількох штурмів та обстрілів Ахмед здався Захіру, який взяв того на свою службу, призначивши збирачем мірі (податку, призначеного для щорічного каравану хаджу) з району між Яффою та Єрусалимом. Але зібравши податки аль-Джаззар з ними втік до Дамаска, а звідти перебрався до Стамбула. Тут був призначений санджакбеєм Кара-Хісару в Анатолійському еялеті.

### Правитель Сідону і Дамаску
1775 році після захоплення Акки призначений її мухафізом. Невдовзі дістав посаду захисника сирійського узбережжя (севахіл-і шаміє мухафізі), а 1776 року — посаду візира в Сідонському еялеті. Того ж року став пашею з 3 бунчуками. Розпочав політику підкорення навколишніх племен. Спочатку підкорив Насіфа аль-Нассара, шейха ліванських шиїтів. Невдовзі за підтримки османського флоту ат Насіфа підкорив Дейр-Ханну, де отаборився Алі ібн Захір аль-Зейдані. За цим підкорив місто Сафед. Потім здобув Бейрут, віднявши його в Юсуфа Шибана, з яким почав тривалу боротьбу. Проти Ахмеда також виступили друзькі клани Лівану.
1777 року стає валі Сідонського еялету. Переніс резиденцію до Акки, фортецю якої відновив. 1778 року на його бік перейшли друзькі клану джумблат і абу-накад, невдоволені правлінням Юсуф Шихаба. Спільно з ними він узяв в облогу Шихаба в фортеці Джубейль. Юсуф Шихаб, не маючи змоги чинити далі опір, обіцяв сплатити одноразову компенсацію в 100 тис. куруш та щорічну данину. Після цього Ахмед аль-Джаззар оголосив про визнання Юсуф Шихаба еміром гірського Лівану, виступивши проти своїх союзників — кланів джумблат і абу-накад, фортеці яких захопив.
У 1780—1781 роках мав збройні конфлікти з мухаммад-пашею аль-Азмом, валі Дамаска. Втім у 1781 році виступив проти Насіфа ібн Нассара, якому в битві біля Яруну завдав нищівної поразки. Насіф загинув, після чого аль-Джаззар ліквідував шиїтську автономію в Джабаль-Амель. До володінь Ахмеда аль-Джаззара приєднали область Джабель-Амель і місто Тір.
1785 року, давши великий хабар, дістав посаду валі Дамаску. Водночас домігся призначення свого мамлюка Саліма-паші на посаді валі Сідонського еялету, іншого мамлюка Сулеймана-паші — Триполійського еялету. Влітку 1785 року встановив владу в Хевроні та Єрусалимі, завдавши бедуїнським кланам Наблусу поразки. Поступово закріпив владу в Палестині. 1786 року підтримав відновлення османської влади в Єгипті й повалення уряду мамлюків. Втім, наказавши продавати зерно виключно через Акку, наразився на невдоволення сирійських купців. Тому відмовився від посади валі Дамаску, повернувши собі посаду валі Сідону.
1788 року османський диван ухвалив рішення про його відсторонення. Але за викуп у 500 тис. піастрів Ахмед аль-Джаззар залишився на своїй посаді. У 1789 році мамлюки, невдоволені стратами багатьох товаришів через стосунки з одалісками Ахмеда аль-Джаззара, повстали в Аккі. Зрештою мусив дозволити вільний вихід з міста 80 мамлюків, але решту схопив і стратив. У відповідь постали Салім-паша і Сулейман-паша, яких підтримав Юсуф Шихаб, емір гірського Лівану. Але у битві біля Акки аль-Джаззар завдав супротивникам тяжкої поразки.
1790 року вдруге призначається валі Дамаску. Зумів налагодити відносини з Ахмед-агою, очільником яничарів, та мусульманськими і юдейськими купцями. Невдовзі переміг Алі аль-Азма, голову турецького впливового роду, захопивши усе їх майно. У 1791 році наказав стратити Ахмеда-агу, побоюючись яничарів. За цим було страчено численних прихильників роду аль-Азм та Ахмеда-аги. Іншою проблемою залишалися впливові бедуїнські клану джарра і німр, що контролювали Наблуський санджак. У 1794 році спроба знищити бану-джарра виявилася невдалою. 1795 року аль-Джаззар втратив посаду валі Дамаску.
У 1798 році знову стає валі Дамаску, де відновив порядок після тривалих заворушень. Втім головним завданням було захист портів Палестини і Сирії від французьких військ на чолі з Наполеоном Бонапартом, що захопив Єгипет. Утім французам протягом 1799 року вдалося зайняти міста Газу, Яффу, Хайфу. Почалася облога Акки, де отаборився аль-Джаззар. Йому на допомогу прийшов британський флот. Після 62-денної облоги Наполеон Бонапарт відступив. Перемога Ахмеда аль-Джазара значно підвищила його престиж на Близькому Сході. Ахмед звернувся до султана Селіма III очолити війська із відвоювання Єгипту, але дістав відмову. 1799 року його було звільнено з посади валі Дамаску.
1801 року після відступу французів з Єгипту аль-Джаззара було звільнено з посад санджакбея Гази і Єрусалиму. Втім той виступив проти нового санджакбея Мухаммада Абу Марака, якого взяв в облогу в Яффі. В свою чергу османський диван оголосив аль-Джаззара заколотників. Незважаючи на це він захопив Яффу у 1803 році. Але наприкінці 1803 року вкотре призначається валі Дамаску. Головним завданням було звільнення Мекки від вахабитів. Помер після тривалої хвороби у 1804 році в Аккі.